# Hrvatsko pjevačko društvo Odjek (Zemun)
Hrvatsko pjevačko društvo Odjek, hrvatsko kulturno društvo iz Zemuna.

## Povijest
Nakon više privatnih hrvatskih klubova u Zemunu, nakon uspjele zabavne večeri 30. ožujka 1895. u Centralu hrvatski klubovi iz Zemuna su se ujedinili te na konstitutivnoj skupštini 26. siječnja 1896. godine osnovano je hrvatsko pjevačko društvo Odjek. Ime su predložili učitelj Vjekoslav Kirin i profesor Janko Planinc. Izabrana je prva uprava društva u sastavu: profesor Edmund Ulrih predsjednik, kotarski pristav Ivan Benčević dopredsjednik, profesor Janko Planinc tajnik, knjižar Adam Šokčević, učitelj Vjekoslav Kirin, sudac Franjo Latković, liječnik Petar Pavliček, kateheta Franjo Posavec, profesor Ivan Šali i duhovnik bolnice Krešimir Tomljenović. 9. veljače 1896. bogosluženjem župnoj crkvi Blažene Djevice Marije u Zemunu svečano je proslavljeno osnivanje Odjeka, pri čemu je pjevana Hrvatska misa F.S. Vilhara. Nešto poslije Vlada Kraljevine Hrvatske, Slavonije i Dalmacije u Zagrebu odobrila je pravila društva. Djelovanje je počelo s 35 pjevača i 16 pjevačica, te 15 članova utemeljivača i 96 članova prinosnika. Zbor je već imao uhodano članstvo jer su se u rad uključili brojni bivši članovi njemačkog pjevačkog društva i kvaliteta zbora bila je visoka. Vježbe su održavali u stanu zborovođe Tropša, cijelo vrijeme prvi i jedini zborovođa. Školu pjevanja vodio je plaćeni zborovođa. Svibnja 1896. godine je na skupštini u Sušaku HKPD Odjek primljen u članstvo Hrvatskog pjevačkog saveza. 15. kolovoza 1896. delegacija društva sudjelovala je na sastanku svih slavenskih pjevačkih društava u Briješćima u Štajerskoj. Unatoč ograničenim uvjetima zborski repertoar već 1897. godine imao je 98 pjesama,a 1901. godine broj pjevača bio je 90 članova. Rastao je neprekidno broj pomažućih i dosegao je dvjesta što ukazuje ma privrženost zemunskih Hrvata društvu. Tome je prinos dalo i to što je Odjek osim njegovanja pjesme, provodio i važnu kulturnu misiju među zemunskim Hrvatima. Time se djelokrug proširio izvan pjevanja i pod okriljem pjevačkog društva izrasli su i Hrvatska čitaonica (osnovana posebnim ukazom 1904., rad obnovljen 2003.) i Hrvatski sokol. Osim tog Odjek je imao i tamburašku i kazališnu sekciju te malu knjižnicu. Predsjednici društva bili su Edmund Ulrih, poslije prvi počasni član društva, od 1899. Aleksandar Badaj, pa Milan Crlenjak do 1914.
Tradiciju starog Odjeka danas je nastavila istoimena obnovljena sekcija u Zemunu. Članovi njeguju kulturu i tradiciju i čuvaju svoj identitet kroz izvođenje hrvatskih narodnih, domoljubivih i tradicionalnih pjesama.

## Statut
Po Statutu, društvu je svrha "gajiti hrvatske, slavenske i neumjetne na hrvaštinu prevedene pjesme i glazbu". Zbog toga su svi izvršujući članovi bili obvezni pohađati školu pjevanja i sudjelovati na svim društvenim zabavama. Izvršujući članovi morali su biti stariji od 18 godina, zaposleni i neporočnog vladanja. Osim tih članova, postojali su i članovi – prinosnici koji su plaćali mjesečnu članarinu i članovi utemeljitelji koji su plaćali najmanje 30 forinti godišnje. Prema statutu, društvo je moralo godišnje prirediti tri pjevačke zabave „bez ulaznica“ i uz to, onoliko zabava, posela, izleta i sličnih priredbi, koliko mogućnosti dopuštaju. Obustava rada prema statutu nastupila bi da je članstvo spalo na tri člana, i tad bi prema statutu svu imovinu preuzela Matica hrvatska, uz obvezu ustupi ju novom sličnom hrvatskom društvu, ako se ono ponovno osnuje u Zemunu u narednih 50 godina.